# Konrad Fuchs (Historiker)
Konrad Fuchs (* 11. Januar 1928 in Gebhardshain; † 22. August 2015 in Mainz) war ein deutscher Historiker.

## Leben
Fuchs studierte Geschichte, Anglistik, Vor- und Frühgeschichte und Philosophie in Mainz und Leeds, England. Er wurde 1954 promoviert und legte das Staatsexamen für das Lehramt ab. Bis zu seiner Habilitation 1968 arbeitete er als Lehrer für Englisch und Geschichte unter anderem an Gymnasien in Speyer und Mainz. 1970 habilitierte er sich. Von 1971 bis 1993 war er Professor für Neuere Geschichte, Geschichtliche Landeskunde und Sozial- und Wirtschaftsgeschichte an der Johannes Gutenberg-Universität Mainz. Fuchs war Vorsitzender der Gesellschaft der Freunde historisch-ostdeutscher Landes- und Volksforschung in Rheinland-Pfalz. Er war Mitglied des Johann Gottfried Herder-Forschungsrates. Er wurde 1996 Mitglied der New York Academy of Sciences. 1990 erhielt er den Georg-Dehio-Preis für Kultur- und Geistesgeschichte. Er verfasste zahlreiche Artikel für das Biographisch-Bibliographische Kirchenlexikon (BBKL).

## Schriften (Auswahl)
- gemeinsam mit Heribert Raab: Wörterbuch zur Geschichte. dtv, München 1972 (10. Auflage, 1996).
- Ausgewählte Aufsätze zur Sozial- und Wirtschaftsgeschichte. [Zum 65. Geburtstag]. Hrsg. von Winfried Baumgart und Wolfgang Elz, Lang, Frankfurt am Main 1990.
- Ein Konzern aus Sachsen. Das Kaufhaus Schocken als Spiegelbild deutscher Wirtschaft und Politik 1901 bis 1953. Deutsche Verlags-Anstalt, Stuttgart 1990, ISBN 3-421-06581-0.
- Die Erschließung des Siegerlandes durch die Eisenbahn (1840–1917). Ein Beitrag zur Verkehrs- und Wirtschaftsgeschichte Deutschlands. Steiner, Wiesbaden 1974.
- Vom Dirigismus zum Liberalismus. Die Entwicklung Oberschlesiens als preußisches Berg- und Hüttenrevier. Ein Beitrag zur Wirtschaftsgeschichte Deutschlands im 18. und 19. Jahrhundert. Steiner, Wiesbaden 1970.